# Tito Vilanova
Francesc Vilanova Bayó, meglio conosciuto come Tito Vilanova (Bellcaire d'Empordà, 17 settembre 1968 – Barcellona, 25 aprile 2014), è stato un calciatore e allenatore di calcio spagnolo, di ruolo centrocampista.

## Carriera

### Giocatore
Si forma calcisticamente, fra il 1984 e il 1990, nelle formazioni giovanili del Barcellona. Comincia la carriera come calciatore professionista nel 1991-1992, nelle file dell'Unió Esportiva Figueres che quell'anno perderà contro il Cádiz la finale dei play-off per la promozione in Liga.
L'anno successivo, e fino al 1995, gioca in Primera División con il Celta Vigo, dopodiché passa al Club Deportivo Badajoz.
La sua carriera come calciatore continua in seconda divisione con Mallorca, Lleida ed Elche Club de Fútbol; giocò anche per la Gramenet.

### Allenatore

#### Inizi
Dopo il ritiro inizia la carriera di allenatore: guida il Palafrugell, il Figueres e il Terrassa Futbol Club.
Inoltre nel 2004 ha allenato per una settimana le giovanili dell'Inter.

#### Vice allenatore del Barcellona B
Nel 2007 diventa vice allenatore al Futbol Club Barcelona Atlètic. Qui ritrova Josep Guardiola, conosciuto nelle giovanili del Barcellona, e l'anno successivo lo segue alla guida della prima squadra.

#### Vice allenatore del Barcellona
Il 17 agosto 2011, al termine della finale di ritorno della Supercoppa di Spagna, conquistata dal Barcellona ai danni del Real Madrid, si scatena una rissa in campo, durante la quale il tecnico dei blancos José Mourinho aggredisce Vilanova infilandogli un dito in un occhio, venendo immortalato dalle telecamere. Il 7 ottobre seguente l'allenatore portoghese viene così squalificato per le successive due partite di Supercoppa di Spagna, mentre Vilanova viene squalificato per una partita. 

Il 22 novembre dello stesso anno è stato sottoposto ad un'operazione per un tumore alla ghiandola parotide.
Nel periodo in cui è stato il secondo di Guardiola, Vilanova era il vice allenatore più pagato al mondo.

#### Allenatore del Barcellona
Il 27 aprile 2012, dopo l'addio annunciato di Josep Guardiola a fine stagione, viene promosso alla guida del Barcellona. Andoni Zubizarreta, direttore sportivo e storico ex portiere dei blaugrana, commenta la scelta sostenendo come "Vilanova rappresenti il Barça".
Con un ingaggio di 7 milioni di euro l'anno è risultato essere l'ottavo allenatore più pagato al mondo. Il 18 dicembre gli viene nuovamente diagnosticato il tumore alla ghiandola parotide che lo aveva già colpito nel 2011 e, due giorni dopo, viene sottoposto a un intervento chirurgico, lasciando così vacante il posto di allenatore. L'operazione viene effettuata con successo ed è poi seguita da un regime di radio e chemioterapia della durata di sei settimane.
Il 3 febbraio 2013 lascia per un periodo la panchina dei blaugrana, che sarà diretta dal suo vice Jordi Roura; nel frattempo rimane a New York per le cure e rientra il 29 marzo.
Con il Barcellona vince la Liga 2012-2013. Nell'estate 2013 lascia definitivamente il club a causa di una ricaduta della malattia confermata da nuove analisi; la notizia viene comunicata il 19 luglio 2013. Il 24 aprile 2014 viene sottoposto ad un terzo intervento chirurgico, ma il giorno dopo muore, all'età di soli 45 anni.

## Statistiche

### Statistiche da allenatore
In grassetto le competizioni vinte.
| Stagione        | Squadra         | Campionato      | Campionato | Campionato | Campionato | Campionato | Coppe nazionali | Coppe nazionali | Coppe nazionali | Coppe nazionali | Coppe nazionali | Coppe continentali | Coppe continentali | Coppe continentali | Coppe continentali | Coppe continentali | Altre coppe | Altre coppe | Altre coppe | Altre coppe | Altre coppe | Totale | Totale | Totale | Totale | % Vittorie | Piazzamento |
| Stagione        | Squadra         | Comp            | G          | V          | N          | P          | Comp            | G               | V               | N               | P               | Comp               | G                  | V                  | N                  | P                  | Comp        | G           | V           | N           | P           | G      | V      | N      | P      | %          | Piazzamento |
| --------------- | --------------- | --------------- | ---------- | ---------- | ---------- | ---------- | --------------- | --------------- | --------------- | --------------- | --------------- | ------------------ | ------------------ | ------------------ | ------------------ | ------------------ | ----------- | ----------- | ----------- | ----------- | ----------- | ------ | ------ | ------ | ------ | ---------- | ----------- |
| 2012-2013       | Barcellona      | PD              | 38         | 32         | 4          | 2          | CR              | 8               | 5               | 2               | 1               | UCL                | 12                 | 5                  | 3                  | 4                  | SS          | 2           | 1           | 0           | 1           | 60     | 43     | 9      | 8      | 71,67      | 1º          |
| Totale carriera | Totale carriera | Totale carriera | 38         | 32         | 4          | 2          |                 | 8               | 5               | 2               | 1               |                    | 12                 | 5                  | 3                  | 4                  |             | 2           | 1           | 0           | 1           | 60     | 43     | 9      | 8      | 71,67      |             |

## Palmarès

### Allenatore

#### Club
- Campionato spagnolo: 1

Barcellona: 2012-2013

#### Individuale
- Trofeo Miguel Muñoz: 1

2012-2013